# Madison (Illinois)
Madison è una città divisa tra le contee di Madison e St. Clair nello Stato dell'Illinois. La popolazione era di 3 891 abitanti secondo il censimento del 2010. È sede del World Wide Technology Raceway at Gateway e della prima Chiesa ortodossa bulgara negli Stati Uniti.

## Geografia fisica
Secondo l'Ufficio del censimento degli Stati Uniti, ha una superficie totale di 17,18 mi² (44,50 km²).

## Storia
Madison fu fondata nel 1820. Ci sono stati tre villaggi di nome Madison.

## Società

### Evoluzione demografica
Secondo il censimento del 2010, la popolazione era di 3 891 abitanti.

### Etnie e minoranze straniere
Secondo il censimento del 2010, la composizione etnica della città era formata dal 39,7% di bianchi, il 55,5% di afroamericani, lo 0,2% di nativi americani, lo 0,2% di asiatici, lo 0,1% di oceanici, l'1,6% di altre razze, e il 2,7% di due o più razze. Ispanici o latinos di qualunque razza erano il 3,5% della popolazione.